# Circoscrizione Veneto 1
La circoscrizione Veneto 1 è una circoscrizione elettorale italiana per l'elezione della Camera dei deputati.

## Storia e territorio
La circoscrizione venne istituita dalla legge Mattarella (legge 4 agosto 1993, n. 277) con il nome originario di circoscrizione VIII Veneto 2 e sostituiva, accorpandole, la circoscrizione Venezia-Treviso (o collegio di Venezia) e parte della circoscrizione Udine-Belluno-Gorizia-Pordenone (o collegio di Udine), in vigore per tutte le elezioni politiche in Italia dal 1948 al 1992.
Fu confermata nelle successive legge Calderoli (legge 21 dicembre 2005, n. 270) e legge Rosato (legge 3 novembre 2017, n. 165), con la quale ha assunto la nuova denominazione Veneto 1.
Il territorio della circoscrizione coincide alle 3 province di Belluno, Treviso e Venezia, quindi alla porzione nord-orientale della regione Veneto.

## Dal 1993 al 2005
Con la legge elettorale Mattarella, alla circoscrizione allora identificata come Veneto 2 spettavano 20 seggi, di cui 15 eletti con collegi uninominali a turno unico e 5 eletti con sistema proporzionale.
L'attribuzione dei primi 15 seggi avveniva in base ad un sistema maggioritario a turno unico plurality: veniva eletto parlamentare il candidato che avesse riportato la maggioranza relativa dei suffragi nel collegio. I rimanenti 5 seggi erano invece assegnati con un metodo proporzionale. Pertanto l'elettore godeva di una scheda elettorale separata per l'attribuzione dei seggi residui, a cui accedevano solo i partiti che avessero superato la soglia di sbarramento nazionale del 4%. Il calcolo dei seggi spettanti a ciascuna lista veniva effettuata nel collegio unico nazionale mediante il metodo Hare dei quozienti naturali e dei più alti resti; tali seggi venivano poi ripartiti, in ragione delle percentuali delle singole liste a livello locale, fra le 26 circoscrizioni plurinominali in cui era suddiviso il territorio nazionale, e all'interno delle quali i singoli candidati - che potevano corrispondere a quelli presentatisi nei collegi uninominali - venivano proposti in un sistema di liste bloccate senza possibilità di preferenze. Il meccanismo era però integrato dal metodo dello scorporo, volto a dar compensazione ai partiti minori fortemente danneggiati dall'uninominale: successivamente alla determinazione della soglia di sbarramento, ma antecedentemente al riparto dei seggi, alle singole liste venivano decurtati tanti voti quanti ne erano serviti a far eleggere i vincitori nell'uninominale - cioè i voti del secondo classificato più uno - i quali erano obbligati a collegarsi ad una lista circoscrizionale.

### Collegi uninominali
| Mappa | Collegio                       | Comuni |
| ----- | ------------------------------ | --- |
|       | 1. Venezia - San Marco         | - Parte di Venezia |
|       | 2. Venezia - Mestre            | - Parte di Venezia |
|       | 3. Venezia - Mira              | - Parte di Venezia - Dolo - Mira |
|       | 4. Mirano                      | - Martellago - Mirano - Noale - Pianiga - Salzano - Santa Maria di Sala - Scorzè - Spinea |
|       | 5. Chioggia                    | - Campagna Lupia - Campolongo Maggiore - Camponogara - Cavarzere - Chioggia - Cona - Fiesso d'Artico - Fossò - Stra - Vigonovo |
|       | 6. Venezia - San Donà di Piave | - Parte di Venezia - Cavallino-Treporti - Fossalta di Piave - Jesolo - Marcon - Meolo - Musile di Piave - Noventa di Piave - Quarto d'Altino - San Donà di Piave |
|       | 7. Portogruaro                 | - Annone Veneto - Caorle - Ceggia - Cinto Caomaggiore - Concordia Sagittaria - Eraclea - Fossalta di Portogruaro - Gruaro - Portogruaro - Pramaggiore - San Michele al Tagliamento - San Stino di Livenza - Teglio Veneto - Torre di Mosto |
|       | 8. Treviso                     | - Casier - Mogliano Veneto - Preganziol - Treviso |
|       | 9. Vittorio Veneto             | - Cappella Maggiore - Cison di Valmarino - Colle Umberto - Cordignano - Farra di Soligo - Follina - Fregona - Miane - Moriago della Battaglia - Pieve di Soligo - Refrontolo - Revine Lago - San Pietro di Feletto - Sarmede - Sernaglia della Battaglia - Tarzo - Valdobbiadene - Vidor - Vittorio Veneto |
|       | 10. Castelfranco Veneto        | - Altivole - Castelfranco Veneto - Castello di Godego - Istrana - Loria - Morgano - Paese - Quinto di Treviso - Resana - Riese Pio X - Vedelago - Zero Branco |
|       | 11. Oderzo                     | - Breda di Piave - Carbonera - Casale sul Sile - Cessalto - Chiarano - Gorgo al Monticano - Maserada sul Piave - Meduna di Livenza - Monastier di Treviso - Motta di Livenza - Oderzo - Ponte di Piave - Roncade - Salgareda - San Biagio di Callalta - Silea - Villorba - Zenson di Piave |
|       | 12. Conegliano                 | - Cimadolmo - Codognè - Conegliano - Fontanelle - Gaiarine - Godega di Sant'Urbano - Mansuè - Mareno di Piave - Ormelle - Orsago - Portobuffolé - San Fior - San Polo di Piave - San Vendemiano - Santa Lucia di Piave - Spresiano - Susegana - Vazzola |
|       | 13. Belluno                    | - Auronzo di Cadore - Belluno - Borca di Cadore - Calalzo di Cadore - Castellavazzo - Chies d'Alpago - Cibiana di Cadore - Colle Santa Lucia - Comelico Superiore - Cortina d'Ampezzo - Danta di Cadore - Domegge di Cadore - Farra d'Alpago - Forno di Zoldo - Livinallongo del Col di Lana - Longarone - Lorenzago di Cadore - Lozzo di Cadore - Ospitale di Cadore - Perarolo di Cadore - Pieve d'Alpago - Pieve di Cadore - Ponte nelle Alpi - Puos d'Alpago - San Nicolò di Comelico - San Pietro di Cadore - San Vito di Cadore - Santo Stefano di Cadore - Sappada - Soverzene - Tambre - Valle di Cadore - Vigo di Cadore - Vodo Cadore - Zoldo Alto - Zoppè di Cadore |
|       | 14. Feltre                     | - Agordo - Alano di Piave - Alleghe - Arsiè - Canale d'Agordo - Cencenighe Agordino - Cesiomaggiore - Falcade - Feltre - Fonzaso - Gosaldo - La Valle Agordina - Lamon - Lentiai - Limana - Mel - Pedavena - Quero - Rivamonte Agordino - Rocca Pietore - San Gregorio nelle Alpi - San Tomaso Agordino - Santa Giustina - Sedico - Segusino - Selva di Cadore - Seren del Grappa - Sospirolo - Sovramonte - Taibon Agordino - Trichiana - Vallada Agordina - Vas - Voltago Agordino |
|       | 15. Montebelluna               | - Arcade - Asolo - Borso del Grappa - Caerano di San Marco - Castelcucco - Cavaso del Tomba - Cornuda - Crespano del Grappa - Crocetta del Montello - Fonte - Giavera del Montello - Maser - Monfumo - Montebelluna - Nervesa della Battaglia - Paderno del Grappa - Pederobba - Ponzano Veneto - Possagno - Povegliano - San Zenone degli Ezzelini - Trevignano - Volpago del Montello |

### XII legislatura

#### Risultati elettorali
| Coalizioni            | Liste                              | Proporzionale | Proporzionale | Proporzionale | Maggioritario | Maggioritario | Maggioritario |
| Coalizioni            | Liste                              | Voti          | %             | Seggi         | Voti          | %             | Seggi         |
| --------------------- | ---------------------------------- | ------------- | ------------- | ------------- | ------------- | ------------- | ------------- |
| Polo delle Libertà    | Forza Italia                       | 317.671       | 24,27         | 1             | 614.339       | 47,24         | 14            |
| Polo delle Libertà    | Lega Nord                          | 299.441       | 22,88         | 1             | 614.339       | 47,24         | 14            |
| Progressisti          | Partito Democratico della Sinistra | 185.399       | 14,16         | 1             | 317.770       | 24,44         | 1             |
| Progressisti          | Rifondazione Comunista             | 68.164        | 5,21          | -             | 317.770       | 24,44         | 1             |
| Progressisti          | Federazione dei Verdi              | 57.705        | 4,41          | -             | 317.770       | 24,44         | 1             |
| Progressisti          | Partito Socialista Italiano        | 29.481        | 2,25          | -             | 317.770       | 24,44         | 1             |
| Patto per l'Italia    | Partito Popolare Italiano          | 212.529       | 16,24         | 1             | 216.586       | 16,55         | -             |
| Alleanza Nazionale    | Alleanza Nazionale                 | 89.715        | 6,85          | 1             | 95.128        | 7,32          | -             |
| Lega Autonomia Veneta | Lega Autonomia Veneta              | 48.802        | 3,73          | -             | 56.619        | 4,35          | -             |
| Totale                | Totale                             | 1.308.907     |               | 5             | 1.300.442     |               | 15            |

#### Eletti

##### Parte proporzionale
| Forza Italia                 | Lega Nord        | Partito Popolare Italiano | Partito Democratico della Sinistra | Alleanza Nazionale |
| ---------------------------- | ---------------- | ------------------------- | ---------------------------------- | ------------------ |
|                              |                  |                           |                                    |                    |
| - Paolo Scarpa Bonazza Buora | - Marilena Marin | - Giovanni Castellani     | - Adriana Vigneri                  | - Mario Pezzoli    |

##### Parte maggioritaria
Eletti nel Polo delle Libertà (FI - LN)
     Eletti nei Progressisti (PDS - PRC - FdV - PSI - Rete - AD)
| Collegio                  | Deputato | Deputato           | Partito  |
| ------------------------- | -------- | ------------------ | -------- |
| Venezia-San Marco         |          | Maurizio Menegon   | FI       |
| Venezia-Mestre            |          | Sandro Trevisanato | FI       |
| Venezia-Mira              |          | Martino Dorigo     | PRC      |
| Mirano                    |          | Sante Perticaro    | CCD (FI) |
| Chioggia                  |          | Giuliano Godino    | FI       |
| Venezia-San Donà di Piave |          | Enrico Cavaliere   | LN       |
| Portogruaro               |          | Lucio Leonardelli  | FI       |
| Treviso                   |          | Mauro Michielon    | LN       |
| Vittorio Veneto           |          | Giovanni Meo Zilio | LN       |
| Castelfranco Veneto       |          | Gianpaolo Dozzo    | LN       |
| Oderzo                    |          | Giacomo Archiutti  | FI       |
| Conegliano                |          | Franco Rocchetta   | LN       |
| Montebelluna              |          | Flavio Trinca      | CCD (FI) |
| Belluno                   |          | Paolo Bampo        | LN       |
| Feltre                    |          | Flavio Devetag     | LN       |

### XIII legislatura

#### Risultati elettorali
| Coalizioni                      | Liste                              | Proporzionale | Proporzionale | Proporzionale | Maggioritario | Maggioritario | Maggioritario |
| Coalizioni                      | Liste                              | Voti          | %             | Seggi         | Voti          | %             | Seggi         |
| ------------------------------- | ---------------------------------- | ------------- | ------------- | ------------- | ------------- | ------------- | ------------- |
| Polo per le Libertà             | Forza Italia                       | 234.533       | 18,41         | 1             | 389.586       | 30,94         | 1             |
| Polo per le Libertà             | Alleanza Nazionale                 | 124.675       | 9,79          | 1             | 389.586       | 30,94         | 1             |
| Polo per le Libertà             | CCD-CDU                            | 59.854        | 4,70          | -             | 389.586       | 30,94         | 1             |
| Lega Nord                       | Lega Nord                          | 417.858       | 32,80         | 2             | 432.487       | 34,35         | 7             |
| L'Ulivo - Lega Autonomia Veneta | Partito Democratico della Sinistra | 166.139       | 13,04         | -             | 402.730       | 31,99         | 6             |
| L'Ulivo - Lega Autonomia Veneta | Popolari per Prodi                 | 86.061        | 6,75          | -             | 402.730       | 31,99         | 6             |
| L'Ulivo - Lega Autonomia Veneta | Rinnovamento Italiano              | 69.828        | 5,48          | 1             | 402.730       | 31,99         | 6             |
| L'Ulivo - Lega Autonomia Veneta | Federazione dei Verdi              | 36.554        | 2,87          | -             | 402.730       | 31,99         | 6             |
| Progressisti                    | Rifondazione Comunista             | 78.630        | 6,17          | -             | 34.266        | 2,72          | 1             |
| Totale                          | Totale                             | 1.274.132     |               | 5             | 1.259.069     |               | 15            |

#### Eletti

##### Parte proporzionale
| Lega Nord                           | Forza Italia                 | Partito Democratico della Sinistra | Alleanza Nazionale | Rinnovamento Italiano |
| ----------------------------------- | ---------------------------- | ---------------------------------- | ------------------ | --------------------- |
|                                     |                              |                                    |                    |                       |
| - Enrico Cavaliere - Franca Gambato | - Paolo Scarpa Bonazza Buora |                                    | - Gustavo Selva    | - Giovanni Crema      |

##### Parte maggioritaria
Eletti nel Polo per le Libertà (FI - AN - CCD-CDU)
     Eletti nella Lega Nord
     Eletti nell'Ulivo (PDS - P-S-P-U-P - RI - FdV)
     Eletti nei Progressisti (PRC)
| Collegio                  | Deputato | Deputato            | Partito                  |
| ------------------------- | -------- | ------------------- | ------------------------ |
| Venezia-San Marco         |          | Giovanni Castellani | PPI (Popolari per Prodi) |
| Venezia-Mestre            |          | Cesare De Piccoli   | PDS                      |
| Venezia-Mira              |          | Francesco Bonato    | PRC                      |
| Mirano                    |          | Giorgio La Malfa    | PRI (Popolari per Prodi) |
| Chioggia                  |          | Paolo Peruzza       | PDS                      |
| Venezia-San Donà di Piave |          | Mario Pezzoli       | AN                       |
| Portogruaro               |          | Marcello Basso      | PDS                      |
| Treviso                   |          | Adriana Vigneri     | PDS                      |
| Vittorio Veneto           |          | Mauro Michielon     | LN                       |
| Castelfranco Veneto       |          | Luciano Dussin      | LN                       |
| Oderzo                    |          | Giuseppe Covre      | LN                       |
| Conegliano                |          | Guido Dussin        | LN                       |
| Belluno                   |          | Paolo Bampo         | LN                       |
| Feltre                    |          | Fabio Calzavara     | LN                       |
| Montebelluna              |          | Gianpaolo Dozzo     | LN                       |

1. ↑  L'8 giugno 2000 Cavaliere cessa dal mandato parlamentare. Il 13 giugno 2000 gli subentra Luciano Donner.

### XIV legislatura

#### Risultati elettorali
| Coalizioni             | Liste                   | Proporzionale | Proporzionale | Proporzionale | Maggioritario | Maggioritario | Maggioritario |
| Coalizioni             | Liste                   | Voti          | %             | Seggi         | Voti          | %             | Seggi         |
| ---------------------- | ----------------------- | ------------- | ------------- | ------------- | ------------- | ------------- | ------------- |
| Casa delle Libertà     | Forza Italia            | 364.992       | 29,80         | 2             | 567.908       | 46,38         | 10            |
| Casa delle Libertà     | Lega Nord               | 136.399       | 11,14         | -             | 567.908       | 46,38         | 10            |
| Casa delle Libertà     | Alleanza Nazionale      | 94.172        | 7,69          | 1             | 567.908       | 46,38         | 10            |
| Casa delle Libertà     | CCD-CDU                 | 35.762        | 2,92          | -             | 567.908       | 46,38         | 10            |
| Casa delle Libertà     | Nuovo PSI               | 10.825        | 0,88          | -             | 567.908       | 46,38         | 10            |
| L'Ulivo                | La Margherita           | 192.355       | 15,70         | 1             | 490.344       | 40,04         | 5             |
| L'Ulivo                | Democratici di Sinistra | 140.045       | 11,43         | 1             | 490.344       | 40,04         | 5             |
| L'Ulivo                | Il Girasole             | 27.678        | 2,26          | -             | 490.344       | 40,04         | 5             |
| L'Ulivo                | Comunisti Italiani      | 14.037        | 1,15          | -             | 490.344       | 40,04         | 5             |
| Italia dei Valori      | Italia dei Valori       | 59.081        | 4,82          | -             | 55.040        | 4,49          | -             |
| Rifondazione Comunista | Rifondazione Comunista  | 55.725        | 4,55          | -             | N.D.          | N.D.          | N.D.          |
| Lista Emma Bonino      | Lista Emma Bonino       | 33.745        | 2,75          | -             | 13.261        | 1,08          | -             |
| Liga Fronte Veneto     | Liga Fronte Veneto      | 30.180        | 2,46          | -             | 61.399        | 5,01          | -             |
| Democrazia Europea     | Democrazia Europea      | 15.593        | 1,27          | -             | 30.333        | 2,48          | -             |
| Fiamma Tricolore       | Fiamma Tricolore        | 11.534        | 0,94          | -             | 6.199         | 0,51          | -             |
| Paese Nuovo            | Paese Nuovo             | 1.812         | 0,15          | -             | N.D.          | N.D.          | N.D.          |
| Abolizione Scorporo    | Abolizione Scorporo     | 1.001         | 0,08          | -             | N.D.          | N.D.          | N.D.          |
| Totale                 | Totale                  | 1.224.936     |               | 5             | 1.224.484     |               | 15            |

#### Eletti

##### Parte proporzionale
| Forza Italia                      | La Margherita       | Democratici di Sinistra | Alleanza Nazionale |
| --------------------------------- | ------------------- | ----------------------- | ------------------ |
|                                   |                     |                         |                    |
| - Franco Frattini - Non assegnato | - Maurizio Fistarol | - Andrea Martella       | - Antonio Serena   |

##### Parte maggioritaria
Eletti nella Casa delle Libertà (FI - AN - LN - CCD-CDU)
     Eletti nell'Ulivo (DS - DL - Girasole - PdCI)
| Collegio                  | Deputato | Deputato              | Partito  |
| ------------------------- | -------- | --------------------- | -------- |
| Venezia-San Marco         |          | Michele Vianello      | DS       |
| Venezia-Mestre            |          | Luana Zanella         | FdV      |
| Venezia-Mira              |          | Bruno Cazzaro         | DS       |
| Mirano                    |          | Marco Stradiotto      | DL (PPI) |
| Chioggia                  |          | Cesare Campa          | FI       |
| Venezia-San Donà di Piave |          | Luigi Ramponi         | AN       |
| Portogruaro               |          | Ferdinando Adornato   | FI       |
| Treviso                   |          | Gustavo Selva         | AN       |
| Vittorio Veneto           |          | Luigi D'Agrò          | CDU      |
| Castelfranco Veneto       |          | Luciano Dussin        | LN       |
| Oderzo                    |          | Francesco Nitto Palma | FI       |
| Conegliano                |          | Guido Dussin          | LN       |
| Belluno                   |          | Maurizio Paniz        | FI       |
| Feltre                    |          | Italo Sandi           | DS       |
| Montebelluna              |          | Gianpaolo Dozzo       | LN       |

1. ↑  Il 27 aprile 2005 a Frattini, dimissionario in data 22 novembre 2004, subentra Michele Zuin, candidato uninominale con la più alta cifra individuale tra quelli non eletti appartenenti allo stesso gruppo politico.

## Dal 2005 al 2017
Con la legge elettorale Calderoli, alla circoscrizione Veneto 2 spettano 20 seggi eletti con sistema proporzionale.
Il sistema di assegnazione dei seggi avviene a seguito della attribuzione, nel collegio elettorale unico (escluso quindi la Circoscrizione Estero), di un premio di maggioranza di 340 seggi alla coalizione vincente a livello nazionale (con soglie di sbarramento, limitazioni ecc.) e la successiva suddivisione dei seggi guadagnati da ogni lista fra le varie circoscrizioni, in proporzione ai voti ottenuti da ogni lista locale.
Nel compiere tale riparto, essendo fisso ed immutabile il numero totale di seggi assegnati ad ogni lista, può verificarsi la necessità di variare il numero di seggi originariamente attribuiti alle singole circoscrizioni elettorali.

### XV legislatura

#### Risultati elettorali
|                               | Forza Italia                                      | 309 420   | 24,50 | 5  |  |  |  |  |  |
|                               | Lega Nord – MPA                                   | 131 089   | 10,38 | 2  |  |  |  |  |  |
|                               | Alleanza Nazionale                                | 129 279   | 10,24 | 2  |  |  |  |  |  |
|                               | Unione dei Democratici Cristiani e di Centro      | 83 146    | 6,58  | 1  |  |  |  |  |  |
|                               | Democrazia Cristiana per le Autonomie – Nuovo PSI | 8 472     | 0,67  | –  |  |  |  |  |  |
|                               | Fiamma Tricolore                                  | 6 243     | 0,49  | –  |  |  |  |  |  |
|                               | Alternativa Sociale                               | 6 135     | 0,49  | –  |  |  |  |  |  |
|                               | Pensionati Uniti                                  | 4 388     | 0,35  | –  |  |  |  |  |  |
|                               | No Euro                                           | 1 514     | 0,12  | –  |  |  |  |  |  |
|                               | Sos Italia                                        | 1 201     | 0,10  | –  |  |  |  |  |  |
|                               | Totale coalizione                                 | 680 887   | 53,92 | 10 |  |  |  |  |  |
|                               | L'Ulivo                                           | 346 438   | 27,44 | 7  |  |  |  |  |  |
|                               | Partito della Rifondazione Comunista              | 58 399    | 4,62  | 1  |  |  |  |  |  |
|                               | Italia dei Valori                                 | 29 615    | 2,35  | 1  |  |  |  |  |  |
|                               | Rosa nel Pugno                                    | 29 524    | 2,34  | 1  |  |  |  |  |  |
|                               | Federazione dei Verdi                             | 27 364    | 2,17  | –  |  |  |  |  |  |
|                               | Partito dei Comunisti Italiani                    | 18 995    | 1,50  | –  |  |  |  |  |  |
|                               | Partito Pensionati                                | 8 704     | 0,69  | –  |  |  |  |  |  |
|                               | Liga Fronte Veneto                                | 7 072     | 0,56  | –  |  |  |  |  |  |
|                               | Popolari UDEUR                                    | 4 291     | 0,34  | –  |  |  |  |  |  |
|                               | I Socialisti                                      | 2 519     | 0,20  | –  |  |  |  |  |  |
|                               | Totale coalizione                                 | 532 921   | 42,20 | 10 |  |  |  |  |  |
|                               | Progetto NordEst                                  | 48 910    | 3,87  | –  |  |  |  |  |  |
| Totale                        | Totale                                            | 1 262 718 | 100   | 20 |  |  |  |  |  |
|                               |                                                   |           |       |    |  |  |  |  |  |
| Voti non validi               | Voti non validi                                   | 29 116    | 2,25  |    |  |  |  |  |  |
| Votanti                       | Votanti                                           | 1 291 834 | 86,27 |    |  |  |  |  |  |
| Elettori                      | Elettori                                          | 1 497 350 |       |    |  |  |  |  |  |
|                               |                                                   |           |       |    |  |  |  |  |  |
| Fonte: Ministero dell'interno |                                                   |           |       |    |  |  |  |  |  |

#### Eletti
| L'Ulivo | Partito della Rifondazione Comunista   | Italia dei Valori                       | Rosa nel Pugno                   |
| --- | -------------------------------------- | --------------------------------------- | -------------------------------- |
| |                                        |                                         |                                  |
| - → Romano Prodi - → Pier Luigi Bersani - Maurizio Fistarol - Andrea Martella - Silvana Mura - Antonio Satta - Franca Bimbi - Cesare De Piccoli - Rodolfo Viola | - → Fausto Bertinotti - Paolo Cacciari | - → Leoluca Orlando - Antonio Di Pietro | - → Enrico Boselli - Emma Bonino |

| Forza Italia | Lega Nord - MPA                                    | Alleanza Nazionale                                    | Unione dei Democratici Cristiani e di Centro                   |
| --- | -------------------------------------------------- | ----------------------------------------------------- | -------------------------------------------------------------- |
| |                                                    |                                                       |                                                                |
| - → Silvio Berlusconi - → Giulio Tremonti - Ferdinando Adornato - Elisabetta Gardini - Valentino Valentini - Maurizio Paniz - Cesare Campa | - → Umberto Bossi - Gianpaolo Dozzo - Guido Dussin | - → Gianfranco Fini - Adolfo Urso - Alberto Giorgetti | - → Pier Ferdinando Casini - → Lorenzo Cesa - Carlo Giovanardi |

1. ↑  Opta per la circoscrizione Emilia-Romagna
2. ↑  Opta per la circoscrizione Emilia-Romagna
3. ↑  Opta per la circoscrizione Piemonte 2
4. ↑  Opta per la circoscrizione Sicilia 1
5. ↑  Opta per la circoscrizione Sicilia 2
6. ↑  Opta per la circoscrizione Campania 1
7. ↑  Opta per la circoscrizione Calabria
8. ↑  Opta per il Parlamento europeo
9. ↑  Opta per la circoscrizione Emilia-Romagna
10. ↑  Opta per la circoscrizione Lombardia 1
11. ↑  Opta per la circoscrizione Lombardia 2

### XVI legislatura

#### Risultati elettorali
|                               | Il Popolo della Libertà               | 334 630   | 27,73 | 6  |  |  |  |  |  |
|                               | Lega Nord                             | 306 878   | 25,43 | 6  |  |  |  |  |  |
|                               | Totale coalizione                     | 641 508   | 53,15 | 12 |  |  |  |  |  |
|                               | Partito Democratico                   | 336 963   | 27,92 | 6  |  |  |  |  |  |
|                               | Italia dei Valori                     | 59 040    | 4,89  | 1  |  |  |  |  |  |
|                               | Totale coalizione                     | 396 003   | 32,81 | 7  |  |  |  |  |  |
|                               | Unione di Centro                      | 60 274    | 4,99  | 1  |  |  |  |  |  |
|                               | La Sinistra l'Arcobaleno              | 31 018    | 2,57  | –  |  |  |  |  |  |
|                               | La Destra - Fiamma Tricolore          | 23 133    | 1,92  | –  |  |  |  |  |  |
|                               | Lista dei Grilli Parlanti             | 11 565    | 0,96  | –  |  |  |  |  |  |
|                               | Partito Socialista                    | 7 633     | 0,63  | –  |  |  |  |  |  |
|                               | Partito Comunista dei Lavoratori      | 5 828     | 0,48  | –  |  |  |  |  |  |
|                               | Per il Bene Comune                    | 5 845     | 0,48  | –  |  |  |  |  |  |
|                               | Associazione per la Difesa della Vita | 5 210     | 0,43  | –  |  |  |  |  |  |
|                               | Forza Nuova                           | 4 949     | 0,41  | –  |  |  |  |  |  |
|                               | Sinistra Critica                      | 5 202     | 0,43  | –  |  |  |  |  |  |
|                               | Partito Liberale Italiano             | 3 491     | 0,29  | –  |  |  |  |  |  |
|                               | Unione Democratica per i Consumatori  | 2 775     | 0,23  | –  |  |  |  |  |  |
|                               | Movimento Europeo Diversamente Abili  | 2 517     | 0,21  | –  |  |  |  |  |  |
| Totale                        | Totale                                | 1 206 951 | 100   | 20 |  |  |  |  |  |
|                               |                                       |           |       |    |  |  |  |  |  |
| Voti non validi               | Voti non validi                       | 35 251    | 2,84  |    |  |  |  |  |  |
| Votanti                       | Votanti                               | 1 242 202 | 82,99 |    |  |  |  |  |  |
| Elettori                      | Elettori                              | 1 496 722 |       |    |  |  |  |  |  |
|                               |                                       |           |       |    |  |  |  |  |  |
| Fonte: Ministero dell'interno |                                       |           |       |    |  |  |  |  |  |

#### Eletti
| Il Popolo della Libertà | Lega Nord | Partito Democratico | Italia dei Valori                      | Unione di Centro                                                      |
| --- | --- | --- | -------------------------------------- | --------------------------------------------------------------------- |
| | | |                                        |                                                                       |
| - → Silvio Berlusconi - → Gianfranco Fini - Renato Brunetta - Adolfo Urso - Fabio Gava - Valentino Valentini - Maurizio Paniz - Catia Polidori | - → Umberto Bossi - Gianpaolo Dozzo - Guido Dussin - Corrado Callegari - Luciano Dussin - Franco Gidoni - Gianluca Forcolin | - → Rosy Bindi - Andrea Martella - Pier Paolo Baretta - Simonetta Rubinato - Rodolfo Viola - Delia Murer - Francesco Tempestini | - → Antonio Di Pietro - Massimo Donadi | - → Rocco Buttiglione - → Antonio De Poli - Luisa Capitanio Santolini |

1. ↑  Opta per la circoscrizione Molise
2. ↑  Opta per la circoscrizione Emilia-Romagna
3. ↑  Opta per la circoscrizione Lombardia 1
4. ↑  Opta per la circoscrizione Toscana
5. ↑  Opta per la circoscrizione Molise
6. ↑  Opta per la circoscrizione Puglia
7. ↑  Opta per la circoscrizione Veneto 1

### XVII legislatura

#### Risultati elettorali
|                               | Il Popolo della Libertà          | 204 791   | 17,70 | 2  |  |  |  |  |  |
|                               | Lega Nord                        | 115 977   | 10,02 | 2  |  |  |  |  |  |
|                               | Fratelli d'Italia                | 14 491    | 1,25  | –  |  |  |  |  |  |
|                               | La Destra                        | 3 711     | 0,32  | –  |  |  |  |  |  |
|                               | Moderati in Rivoluzione          | 3 521     | 0,30  | –  |  |  |  |  |  |
|                               | Totale coalizione                | 342 491   | 29,60 | 4  |  |  |  |  |  |
|                               | Movimento 5 Stelle               | 317 636   | 27,45 | 4  |  |  |  |  |  |
|                               | Partito Democratico              | 264 398   | 22,85 | 9  |  |  |  |  |  |
|                               | Sinistra Ecologia Libertà        | 23 083    | 2,00  | 1  |  |  |  |  |  |
|                               | Centro Democratico               | 2 252     | 0,19  | –  |  |  |  |  |  |
|                               | Totale coalizione                | 289 733   | 25,04 | 10 |  |  |  |  |  |
|                               | Scelta Civica                    | 118 225   | 10,22 | 2  |  |  |  |  |  |
|                               | Unione di Centro                 | 14 928    | 1,29  | –  |  |  |  |  |  |
|                               | Futuro e Libertà per l'Italia    | 3 070     | 0,27  | –  |  |  |  |  |  |
|                               | Totale coalizione                | 136 223   | 11,77 | 2  |  |  |  |  |  |
|                               | Fare per Fermare il Declino      | 24 814    | 2,14  | –  |  |  |  |  |  |
|                               | Rivoluzione Civile               | 16 418    | 1,42  | –  |  |  |  |  |  |
|                               | Indipendenza Veneta              | 15 974    | 1,38  | –  |  |  |  |  |  |
|                               | Partito Comunista dei Lavoratori | 4 658     | 0,40  | –  |  |  |  |  |  |
|                               | Veneto Stato                     | 4 545     | 0,39  | –  |  |  |  |  |  |
|                               | Forza Nuova                      | 4 478     | 0,39  | –  |  |  |  |  |  |
| Totale                        | Totale                           | 1 156 970 | 100   | 20 |  |  |  |  |  |
|                               |                                  |           |       |    |  |  |  |  |  |
| Voti non validi               | Voti non validi                  | 37 039    | 3,10  |    |  |  |  |  |  |
| Votanti                       | Votanti                          | 1 194 009 | 80,22 |    |  |  |  |  |  |
| Elettori                      | Elettori                         | 1 488 510 |       |    |  |  |  |  |  |
|                               |                                  |           |       |    |  |  |  |  |  |
| Fonte: Ministero dell'interno |                                  |           |       |    |  |  |  |  |  |

#### Eletti
| Partito Democratico | Il Popolo della Libertà                 | Movimento 5 Stelle                                                          |
| --- | --------------------------------------- | --------------------------------------------------------------------------- |
| |                                         |                                                                             |
| - Pier Paolo Baretta - Michele Mognato - Simonetta Rubinato - Delia Murer - Andrea Martella - Floriana Casellato - Roger De Menech - Oreste Pastorelli - Sara Moretto | - Renato Brunetta - Valentino Valentini | - Arianna Spessotto - Marco Da Villa - Federico D'Incà - Emanuele Cozzolino |
| Sinistra Ecologia Libertà | Lega Nord                               | Scelta Civica                                                               |
| |                                         |                                                                             |
| - → Nichi Vendola - Giulio Marcon | - Marco Marcolin - Emanuele Prataviera  | - → Alberto Bombassei - Enrico Zanetti - Andrea Causin                      |

1. ↑  Opta per la circoscrizione Puglia
2. ↑  Opta per la circoscrizione Lombardia 2

## Dal 2017

### Collegi elettorali

#### Dal 2017 al 2020
Alla circoscrizione sono attribuiti 20 seggi: 8 sono assegnati tramite sistema maggioritario, in altrettanti collegi uninominali; 12 tramite sistema proporzionale, all'interno di due collegi plurinominali.
| Collegi plurinominali | Collegi plurinominali | Collegi uninominali                                                                |
| --------------------- | --------------------- | ---------------------------------------------------------------------------------- |
|                       | Veneto 1 - 01         | - 01 - Venezia - 02 - San Donà di Piave - 03 - Chioggia - 04 - Castelfranco Veneto |
|                       | Veneto 1 - 02         | - 05 - Montebelluna - 06 - Conegliano - 07 - Belluno - 08 - Treviso                |

#### Dal 2020
In seguito alla riforma costituzionale del 2020 in tema di riduzione del numero dei parlamentari, alla circoscrizione sono attribuiti 13 seggi: 5 sono assegnati mediante sistema maggioritario, in altrettanti collegi uninominali; 8 mediante sistema proporzionale, all'interno di un unico collegio plurinominale.
| Collegi plurinominali | Collegi plurinominali | Collegi uninominali                                                                     |
| --------------------- | --------------------- | --------------------------------------------------------------------------------------- |
|                       | Veneto 1 - 01         | - 01 - Venezia - 02 - Chioggia - 03 - Treviso - 04 - Castelfranco Veneto - 05 - Belluno |

### XVIII legislatura

#### Risultati elettorali
|                            | Lega                                | 358 381   | 31,95 | 4  | 523 853   | 46,70 | 8 |  |  |
|                            | Forza Italia                        | 115 824   | 10,33 | 1  | 523 853   | 46,70 | 8 |  |  |
|                            | Fratelli d'Italia                   | 41 628    | 3,71  | 1  | 523 853   | 46,70 | 8 |  |  |
|                            | Noi con l'Italia – UDC              | 8 020     | 0,71  | –  | 523 853   | 46,70 | 8 |  |  |
|                            | Movimento 5 Stelle                  | 280 763   | 25,03 | 3  | 280 763   | 25,03 | – |  |  |
|                            | Partito Democratico                 | 196 414   | 17,51 | 3  | 237 561   | 21,18 | – |  |  |
|                            | +Europa                             | 31 044    | 2,77  | –  | 237 561   | 21,18 | – |  |  |
|                            | Italia Europa Insieme               | 5 663     | 0,50  | –  | 237 561   | 21,18 | – |  |  |
|                            | Civica Popolare                     | 4 440     | 0,40  | –  | 237 561   | 21,18 | – |  |  |
|                            | Liberi e Uguali                     | 32 967    | 2,94  | –  | 32 967    | 2,94  | – |  |  |
|                            | Il Popolo della Famiglia            | 10 443    | 0,93  | –  | 10 443    | 0,93  | – |  |  |
|                            | CasaPound                           | 8 457     | 0,75  | –  | 8 457     | 0,75  | – |  |  |
|                            | Potere al Popolo!                   | 8 241     | 0,73  | –  | 8 241     | 0,73  | – |  |  |
|                            | Italia agli Italiani (FN - FT)      | 6 251     | 0,56  | –  | 6 251     | 0,56  | – |  |  |
|                            | Grande Nord                         | 4 106     | 0,37  | –  | 4 106     | 0,37  | – |  |  |
|                            | Partito Valore Umano                | 4 094     | 0,36  | –  | 4 094     | 0,36  | – |  |  |
|                            | 10 Volte Meglio                     | 3 951     | 0,35  | –  | 3 951     | 0,35  | – |  |  |
|                            | Partito Repubblicano Italiano – ALA | 1 067     | 0,10  | –  | 1 067     | 0,10  | – |  |  |
| Totale                     | Totale                              | 1 121 754 | 100   | 12 | 1 121 754 | 100   | 8 |  |  |
|                            |                                     |           |       |    |           |       |   |  |  |
| Schede bianche             | Schede bianche                      | 11 021    | 0,96  |    |           |       |   |  |  |
| Schede nulle               | Schede nulle                        | 20 416    | 1,77  |    |           |       |   |  |  |
| Votanti                    | Votanti                             | 1 153 191 | 77,35 |    |           |       |   |  |  |
| Elettori                   | Elettori                            | 1 490 848 |       |    |           |       |   |  |  |
|                            |                                     |           |       |    |           |       |   |  |  |
| Fonte: Camera dei deputati |                                     |           |       |    |           |       |   |  |  |

#### Eletti

##### Eletti nei collegi uninominali
Eletti nella coalizione di centro-destra (Lega - FI - FdI - NcI-UDC)
| Collegio uninominale   | Eletto | Eletto            | Partito |
| ---------------------- | ------ | ----------------- | ------- |
| 1. Venezia             |        | Giorgia Andreuzza | Lega    |
| 2. San Donà di Piave   |        | Renato Brunetta   | FI      |
| 3. Chioggia            |        | Ketty Fogliani    | Lega    |
| 4. Castelfranco Veneto |        | Dimitri Coin      | Lega    |
| 5. Montebelluna        |        | Ingrid Bisa       | Lega    |
| 6. Conegliano          |        | Marica Fantuz     | Lega    |
| 7. Belluno             |        | Mirco Badole      | Lega    |
| 8. Treviso             |        | Raffaele Baratto  | FI      |

1. ↑  In data 21.07.2022 aderisce al gruppo misto, non iscritti.
2. ↑  In data 27.05.2021 aderisce al gruppo Coraggio Italia; in data 23.06.2022 al gruppo misto, non iscritti; in data 07.07.2022 alla componente «Coraggio Italia».

##### Eletti proporzionale
| Collegio plurinominale | Lega                                 | M5S                                  | Partito Democratico               | Forza Italia | Fratelli d'Italia |
| ---------------------- | ------------------------------------ | ------------------------------------ | --------------------------------- | ------------ | ----------------- |
| Collegio plurinominale |                                      |                                      |                                   |              |                   |
| Veneto 1 - 01          | - Sergio Vallotto - Alex Bazzaro     | - Alvise Maniero - Arianna Spessotto | - Sara Moretto - Nicola Pellicani | -            | -                 |
| Veneto 1 - 02          | - Angela Colmellere - Franco Manzato | - Federico D'Incà                    | - Roger De Menech                 | - Dario Bond | - Luca De Carlo   |

1. 1 2  In data 19.02.2021 aderisce al gruppo misto; in data 23.02.2021 aderisce alla componente «Alternativa».
2. ↑  In data 19.09.2019 aderisce al gruppo Italia Viva - Italia C'è.
3. ↑  In data 30.07.2022 aderisce al gruppo misto, non iscritti.
4. ↑  In data 05.08.2020 decade per riconteggio schede; subentra Giuseppe Paolin, eletto nella lista Lega (Luca De Carlo escluso dal Parlamento: al suo posto il trevigiano Paolin).

### XIX legislatura

#### Risultati elettorali
|                               | Fratelli d'Italia                                       | 311 366   | 32,03 | 3 | 536 776 | 55,22 | 5 |  |  |
|                               | Lega per Salvini Premier                                | 140 302   | 14,43 | 1 | 536 776 | 55,22 | 5 |  |  |
|                               | Forza Italia                                            | 60 942    | 6,27  | 1 | 536 776 | 55,22 | 5 |  |  |
|                               | Noi Moderati                                            | 24 166    | 2,49  | – | 536 776 | 55,22 | 5 |  |  |
|                               | Partito Democratico - Italia Democratica e Progressista | 163 264   | 16,80 | 2 | 231 979 | 23,86 | – |  |  |
|                               | Alleanza Verdi e Sinistra                               | 34 518    | 3,55  | – | 231 979 | 23,86 | – |  |  |
|                               | +Europa                                                 | 30 796    | 3,17  | – | 231 979 | 23,86 | – |  |  |
|                               | Impegno Civico – Centro Democratico                     | 3 401     | 0,35  | – | 231 979 | 23,86 | – |  |  |
|                               | Azione - Italia Viva                                    | 78 395    | 8,06  | 1 | 78 395  | 8,06  | – |  |  |
|                               | Movimento 5 Stelle                                      | 58 584    | 6,03  | – | 58 584  | 6,03  | – |  |  |
|                               | Italexit                                                | 23 870    | 2,46  | – | 23 870  | 2,46  | – |  |  |
|                               | Vita                                                    | 17 427    | 1,79  | – | 17 427  | 1,79  | – |  |  |
|                               | Italia Sovrana e Popolare                               | 11 380    | 1,17  | – | 11 380  | 1,17  | – |  |  |
|                               | Unione Popolare                                         | 9 873     | 1,02  | – | 9 873   | 1,02  | – |  |  |
|                               | Alternativa per l'Italia (PdF - Exit)                   | 3 764     | 0,39  | – | 3 764   | 0,39  | – |  |  |
| Totale                        | Totale                                                  | 972 048   | 100   | 8 | 972 048 | 100   | 5 |  |  |
|                               |                                                         |           |       |   |         |       |   |  |  |
| Schede bianche                | Schede bianche                                          | 13 103    | 1,29  |   |         |       |   |  |  |
| Schede nulle                  | Schede nulle                                            | 30 506    | 3,00  |   |         |       |   |  |  |
| Votanti                       | Votanti                                                 | 1 015 657 | 68,60 |   |         |       |   |  |  |
| Elettori                      | Elettori                                                | 1 480 472 |       |   |         |       |   |  |  |
|                               |                                                         |           |       |   |         |       |   |  |  |
| Data: 25 settembre 2022       |                                                         |           |       |   |         |       |   |  |  |
| Fonte: Ministero dell'interno |                                                         |           |       |   |         |       |   |  |  |

#### Eletti

##### Eletti nei collegi uninominali
Eletti nella coalizione di coalizione di centro-destra (FdI - LSP - FI - NM)
| Collegio uninominale     | Eletto | Eletto            | Partito |
| ------------------------ | ------ | ----------------- | ------- |
| 01 - Venezia             |        | Martina Semenzato | CI      |
| 02 - Chioggia            |        | Giorgia Andreuzza | LSP     |
| 03 - Treviso             |        | Carlo Nordio      | FdI     |
| 04 - Castelfranco Veneto |        | Dimitri Coin      | LSP     |
| 05 - Belluno             |        | Ingrid Bisa       | LSP     |

##### Eletti nei collegi plurinominali
| Collegio plurinominale | Fratelli d'Italia                               | Partito Democratico-IDP          | Lega per Salvini Premier | Azione - Italia Viva | Forza Italia             |
| ---------------------- | ----------------------------------------------- | -------------------------------- | ------------------------ | -------------------- | ------------------------ |
| Collegio plurinominale |                                                 |                                  |                          |                      |                          |
| Veneto 1 - 01          | - Francesco Filini - Marina Marchetto Aliprandi | - Piero Fassino - Rachele Scarpa | - Gianangelo Bof         | - Valentina Grippo   | - Piergiorgio Cortelazzo |